# Jan Ciepliński
Jan Ciepliński (ur. 10 maja 1900 w Warszawie, zm. 17 kwietnia 1972 w Nowym Jorku) – polski tancerz i choreograf.

## Życiorys
W latach 1909–1918 był uczniem warszawskiej szkoły baletowej. Od 1915 roku występował na scenach baletów warszawskich, od 1917 roku wykonywał pierwsze niewielkie partie solowe. W latach 1918–1921 był tancerzem w zespole baletowym Teatru Wielkiego. W 1921 roku zadebiutował jako choreograf. W sezonie 1921/1922 występował jako solista w zespole Anny Pawłowej. W 1922 roku zorganizował własny zespół baletowy pod nazwą Balet Jana Cieplińskiego. W kolejnych latach współpracował z Teatrem Polskim w Katowicach (1922–1923), Teatrem Wielkim w Poznaniu (1923–1924) i Teatrem na Pohulance w Wilnie (1924–1925). W 1924 roku wystąpił gościnnie w Wiedniu. Od 1925 do 1927 roku był koryfeuszem w zespole Ballets Russes Siergieja Diagilewa. Następnie był choreografem Kungliga Svenska Baletten w Sztokholmie (1927–1931) i Magyar Király Operaház w Budapeszcie (1931–1934). W sezonie 1934/1935 pełnił funkcję dyrektora baletu Teatru Wielkiego w Warszawie, zmuszony został jednak do rezygnacji po kłótni z Siergiejem Lifarem, w trakcie której publicznie spoliczkował artystę. Od 1935 do 1937 roku przebywał w Argentynie, współpracując jako choreograf z Teatro Colón w Buenos Aires. Po powrocie do Polski w 1937 roku zorganizował grupę baletową, z którą występował w kraju, a także w Czechosłowacji i na Węgrzech. W sezonie 1938/1939 pełnił funkcję choreografa Polskiego Baletu Reprezentacyjnego, uczył też tańca w szkole dramatycznej Jadwigi Hryniewieckiej. W 1938 roku wystąpił w filmie Strachy.
W latach 1940–1943 kierował baletem okupacyjnego Teatru Miasta Warszawy (Theater der Stadt Warschau), za co został skazany przez sąd podziemny na karę infamii. Od 1943 do 1948 roku przebywał na Węgrzech, gdzie był choreografem Opery Budapeszteńskiej. W 1948 roku wyjechał do Londynu, gdzie nawiązał współpracę z baletami polonijnymi. Publikował w prasie emigracyjnej, w 1956 roku wydał pracę Szkic dziejów baletu polskiego (wyd. ang. A History of Polish Ballet 1518–1945, Londyn 1983). W 1959 roku osiadł w Nowym Jorku, gdzie współpracował dalej z baletami polonijnymi i amerykańskimi.
Był jednym z czołowych polskich choreografów dwudziestolecia międzywojennego. Dbał o wybór wartościowych pozycji do repertuaru, jego kompozycje choreograficzne oparte były na tańcu klasycznym i cechowały się muzykalnością, urozmaiceniem formalnym oraz dbałością o kształt teatralny. W swoim repertuarze przydzielał duże miejsce utworom kompozytorów polskich. Jako pierwszy wprowadził na scenę baletową muzykę Karola Szymanowskiego (Preludium, 1921), opracował też choreografię do Harnasiów.